# Bouzthate
 (août 2022).
Si vous disposez d'ouvrages ou d'articles de référence ou si vous connaissez des sites web de qualité traitant du thème abordé ici, merci de compléter l'article en donnant les références utiles à sa vérifiabilité et en les liant à la section « Notes et références ».
 (septembre 2022).
Bouzthate (en arabe : بورطات) est une ville du Maroc. Elle est située dans la région de Tanger-Tétouan-Al Hoceima et dans la province de Chefchaouen.